# Puig de ses Roques
El puig de ses Roques és un puig del massís de Randa, situat al terme municipal de Llucmajor, Mallorca, a l'est del massís, el seu cim està situat a 350 m sobre el nivell de la mar. Té un característic perfil tabular i l'aparença ruïniforme., que el diferencien clarament de la resta de puigs de la zona.